# سارا آلتو
سارا آلتو (به انگلیسی: Saara Aalto) (زاده ۲ مه ۱۹۸۷) خواننده فنلاندی است.
او در یوروویژن ۲۰۱۸ نماینده فنلاند بوده است.